# Hermann Vallendor
Hermann Vallendor (ur. 13 kwietnia 1894 w Offenberg, zm. 15 listopada 1974 w Montevideo) – niemiecki as myśliwski z czasów I wojny światowej z 6 potwierdzonymi zwycięstwami powietrznymi.

## Życiorys
Hermann Vallendor przed wybuchem I wojny światowej studiował na politechnice w Mannheim. Po wybuchu wojny, w październiku 1914 roku, został powołany do 114 Pułk Piechoty im. Cesarza Fryderyka III. 29 lipca 1915 roku został odznaczony Krzyżem Żelaznym II Klasy, a w grudniu mianowany Vizefeldweblem. Na ochotnika zgłosił się do Luftstreitkräfte. Przeszedł szkolenie w Fliegerersatz Abteilung Nr. 5 w Hannowerze, które ukończył w lutym 1917 roku i został przydzielony do Armee-Flug-Park 2. W maju tego roku został przeniesiony do Feldflieger-Abteilung 23, a miesiąc później skierowany do Jastaschule (szkoły pilotów myśliwskich). Po ukończeniu szkoły został przydzielony do Jagdstaffel 2. 
Hermann Vallendor pierwsze zwycięstwo odniósł w 3 lutego 1918 roku nad samolotem Camel. 27 września odniósł podwójne zwycięstwo nad dwoma samolotami brytyjskim z dywizjonu No. 56 Squadron RAF. Ostatnie zwycięstwo odniósł 1 listopada 1918 roku nad angielskim samolotem SE5a z dywizjonu No. 32 Squadron RAF.
Po zakończeniu wojny Vallendor przeprowadził się do Argentyny i osiadł w Buenos Aires, gdzie pracował w Deutsche Bank. W 1921 roku przeprowadził się do Montevideo, gdzie założył rodzinną firmę. Miał trójkę dzieci, dwie córki i syna Antonio. Został pochowany na cmentarzu brytyjskim w Montevideo w Urugwaju.

## Odznaczenia
- Krzyż Żelazny I i II Klasy
- Krzyż Rycerski Krzyża Żelaznego
- Order Lwa Zeryngeńskiego I i II klasy